# Кергри
Кергри (фр. Kergrist) насеље је и општина у Француској у региону Бретања, у департману Морбијан.
По подацима из 2011. године у општини је живело 649 становника, а густина насељености је износила 21,88 становника/km².

## Демографија
| 1962. | 1968. | 1975. | 1982. | 1990. | 2011. |
| ----- | ----- | ----- | ----- | ----- | ----- |
| 933   | 793   | 658   | 645   | 666   | 649   |